# Krampus

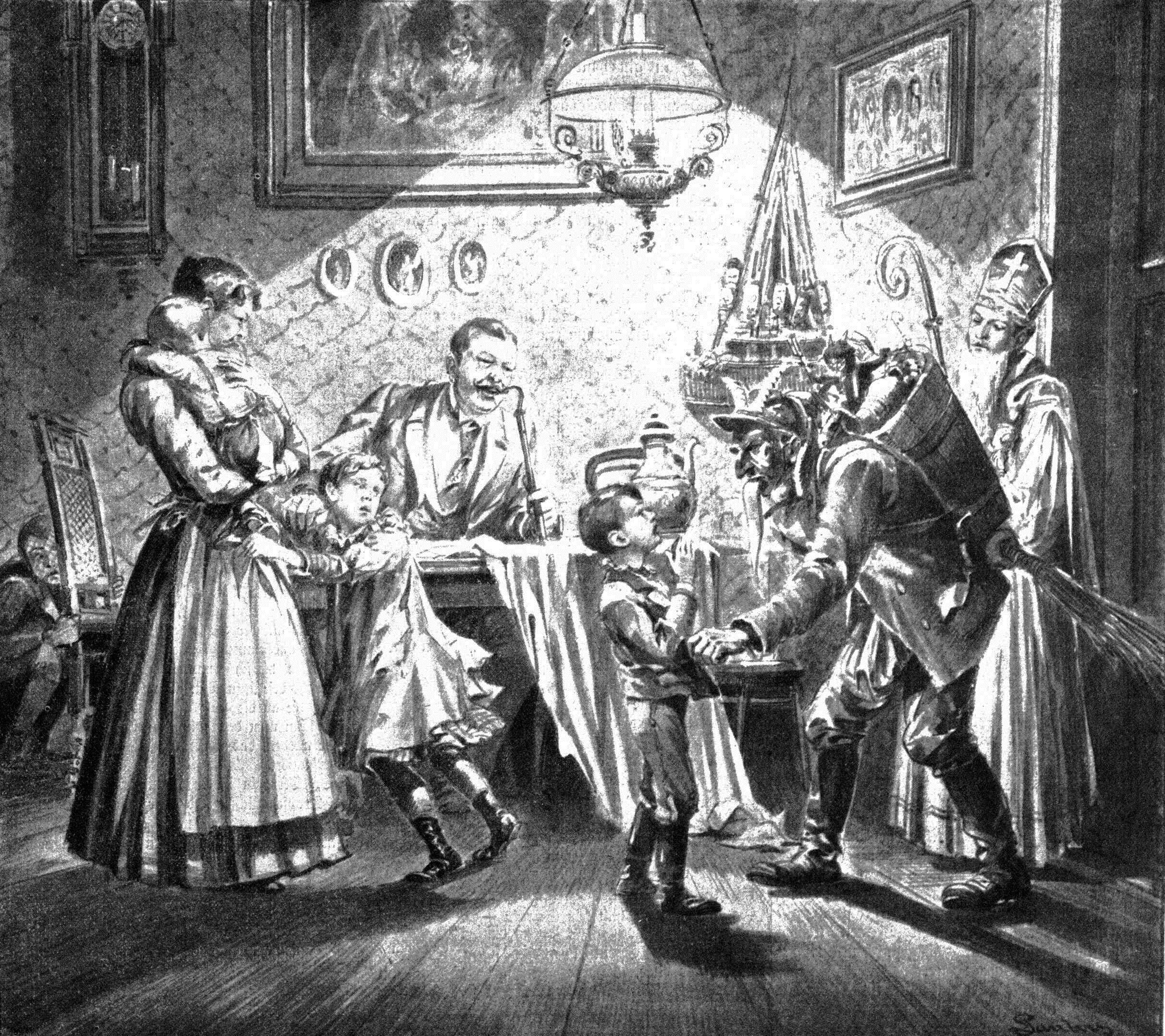
Ilustración de 1800 de una publicación austriaca que muestra a San Nicolás y Krampus (primer plano sujetando al niño) visitando a una familia la noche del 5 al 6 de diciembre.

Krampus es una criatura mitológica del folclore de los países alpinos, como Austria, Alemania, Francia, Italia, Liechtenstein, Mónaco, Eslovenia, Suiza y Hungría. Su apariencia combina orejas puntiagudas similares a las de un elfo, grandes cuernos, y un aspecto demoníaco que inspira terror. 
Según la leyenda, Krampus aparece en la noche del 5 al 6 de diciembre, conocida como la Krampusnacht (Noche del Krampus, en alemán), para castigar a los niños que se han portado mal o carecen de espíritu navideño. Durante esta noche, recorre las calles en solitario o acompañado de San Nicolás (Santa Claus), haciendo resonar cencerros y cadenas oxidadas para intensificar el miedo que provoca su presencia. A los niños desobedientes los captura en un saco y los transporta al inframundo, donde son castigados y destruidos eternamente. 
La iconografía de Krampus lo describe como una figura similar a un íncubo. Su rostro diabólico está adornado con cuernos prominentes, una lengua larga y roja, y una cabellera negra. Su cuerpo está cubierto de un espeso pelaje oscuro, y sus patas de cabra recuerdan a las de un fauno. En muchas representaciones, porta una canasta en la espalda, donde captura a los menores que exhiben conductas consideradas inapropiadas antes de transportarlos al infierno para consumirlos.

## Krampus en la actualidad

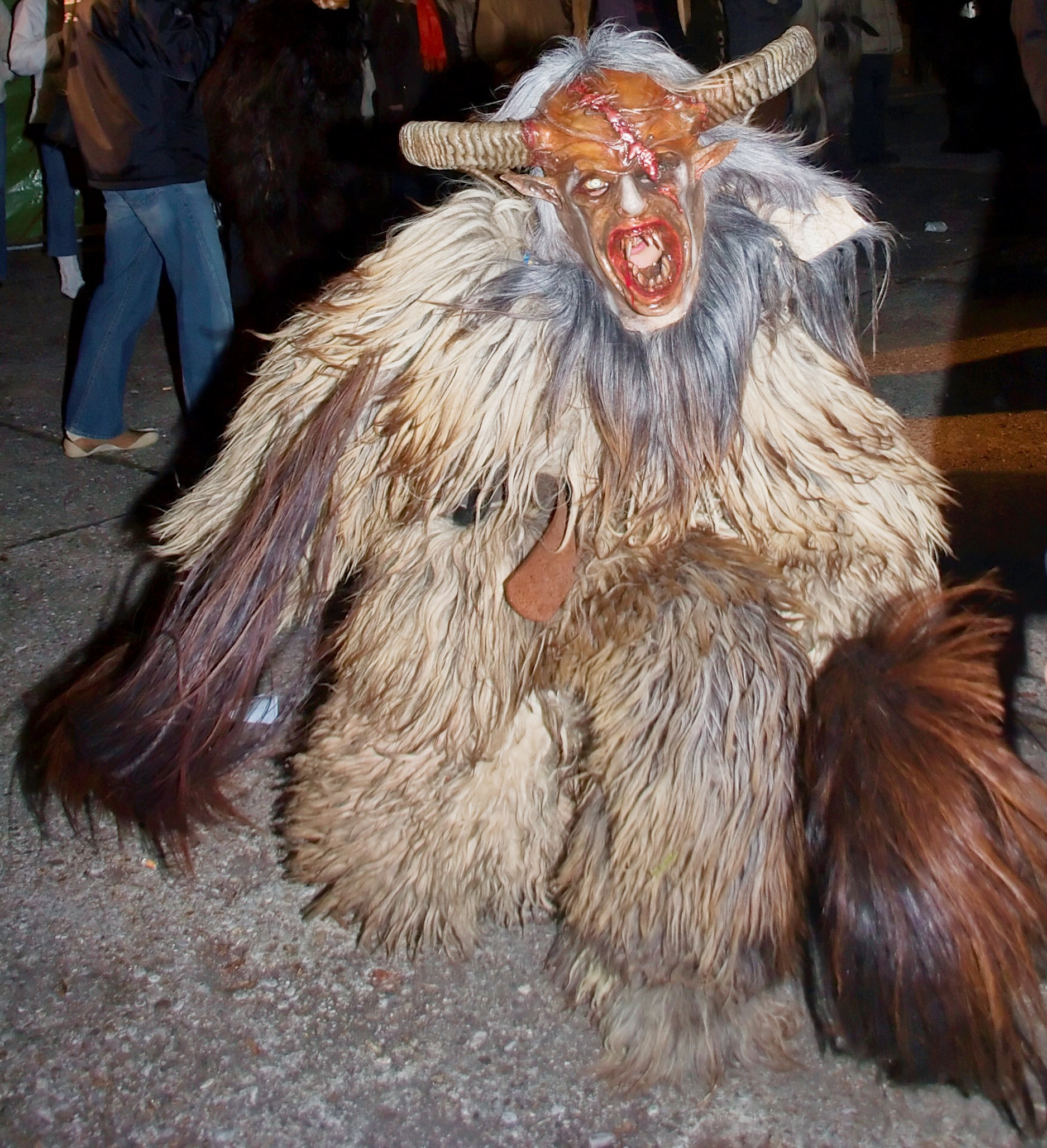
El Krampus ha tenido un resurgimiento que va en rápido ascenso desde el año 2000, incluso haciéndose conocido internacionalmente.

Durante la etapa posterior a la Guerra Civil Austríaca, la tradición del Krampus fue un objetivo perseguido.
Tradicionalmente en Austria, los hombres jóvenes se visten como el Krampus la noche del 5 de diciembre (Krampusnacht) y deambulan por las calles asustando a los niños con cadenas oxidadas y cencerros como lo hacía el Krampus mismo.

## Cultura popular

### Televisión
- En la serie Scooby-Doo! Misterios, S.A. se representa al Krampus como un demonio que convierte en ancianos a los niños que se comportan mal.
- También en la serie de televisión Grimm, el Krampus fue representado en el capítulo "Twelve Days of Krampus" (T3-C08) como un wesen que secuestraba niños que se comportaran mal en Navidad, colgándolos en un árbol para devorarlos en la noche del 21 de diciembre, este wesen entra en su "woge" (transformación de humano a monstruo) cada mes de diciembre, desde el primero hasta el 21 del mes, día del solsticio de invierno, cuando volvería a su forma humana sin recordar todo lo que había hecho.
- Además en la serie Supernatural, en el capítulo "A Very Supernatural Christmas" de la tercera temporada, mostraron a 2 krampus que raptaban a los adultos en vísperas de Navidad, hacían un ritual y se los comían para tener buen clima.
- En la serie American Dad hay un episodio dedicado al Krampus, en el cual se explica por qué el demonio ya no actúa en la actualidad, habiendo sido este capturado por el padre de Stan Smith y luego liberado por este para intentar educar a su hijo en Navidad.
- En Regular Show, en el capítulo "Christmas in Space", Benson comienza a contar una historia navideña, donde él manda un mensaje de correo electrónico a Krampus para que viniera a castigar a Rigby, porque este se ha portado muy mal con él, solo para asustarlo, creyendo que era mentira; Krampus viaja por el espacio para castigar a Rigby, pero es recibido de mala manera por lo que decide que todos son malos al tratarlo mal, esto da lugar a una batalla con los habitantes del parque, al verse derrotados lo habitantes del parque, suena una campana, lo que le molesta a Krampus, resultando ser su debilidad, así lo derrotan produciendo que explote con lo que descubren que está hecho de pastel de frutas.
- En la temporada 2, episodio 8 de Legacies: "This Christmas Was Surprisingly Violent", aparece un Krampus, a mediados de octubre, genera un ambiente festivo y atrae la Navidad, todos están felices bajo el hechizo de este demonio, excepto Hope, que logra despertar al resto del encanto para que la ayuden, lo atrapan y este tenía secuestrado al verdadero Papá Noel en su bolsa, se ponen a luchar ambos, y Papá Noel le arranca su pequeño corazón.
- Tiene un cameo en The Santa Clauses.

En la serie alemana Der Pass (Pagan peaks) la policía va tras un asesino serial que se disfraza de Krampus.

### Cine
- Krampus: The Christmas Devil (2013) del director Jason Hull.[3]
- A Christmas Horror Story (2015) de los directores Grant Harvey y Steven Hoban[4]
- El 11 de diciembre de 2015 Michael Dougherty estrenó su película Krampus, protagonizada por Luke Hawker.
- Krampus Unleashed (2016) de Robert Conway.[5]
- La directora argentina Ana Piterbarg estrenó en 2017 la película Alptraum, la cual trata sobre la leyenda del Krampus.
- Mother Krampus, estrenada también en 2017, por el director James Klass.[6]
- Roma (2018) del director Alfonso Cuarón, cuando celebran la Navidad uno de los adultos se disfraza de Krampus.
- En la película española del 2022 Reyes contra Santa, Krampus es el principal antagonista.
- Krampus aparece en Código: Traje Rojo (2024) del director Jake Kasdan, en donde Krampus es el hermanastro de Santa Claus.

### Videojuegos
- Krampus aparece en un evento de Navidad en "The Mimic" Roblox como un antagonista.
- Criaturas inspiradas en la leyenda de Krampus aparecen en los juegos The Binding of Isaac, Terraria, Don't Starve y Wizard101 (en este último, en forma de un conjuro de la escuela del fuego) también aparece como un monstruo legendario en el juego Monster Legends de Social Point.
- También el Krampus es el enemigo final del nivel "Rickety Town" en el videojuego CarnEvil, un rail shooter arcade desarrollado por Midway Games en 1998.
- Krampus hace aparición en el videojuego Killing Floor 2, siendo jefe del mapa "La Guarida de Krampus".
- Krampus aparece como una skin legendaria que se puede comprar en la tienda en Fortnite.
- Krampus aparece como una skin legendaria para el personaje Junkrat en Overwatch.
- Krampus aparece como una skin de evento navideño que se puede comprar para el personaje Cross en el Mallhalla de Brawlhalla.
- Krampus aparece como una Skin para Cernunnos en el MOBA Smite.
- Krampus aparece como una skin legendaria para El Trampero en Dead by Daylight.
- También el Krampus es un enemigo opcional en binding of Isaac series.
- En payday 2 hay una máscara de nombre Krampus que se consigue al hacer la misión de "robando la Navidad" en dificultad overkill y su versión mega se consigue completando uno de los secuestros.
- Krampus aparece como una skin navideña en el videojuego Paladins para el personaje de Raum.
- Krampus Aparece como skin de portavoz en Gears 5.
- Krampus es un personaje jugable y enemigo a derrotar en el videojuego Rock of Ages 3, ahí se le ve balbuceando y agitándose al ritmo de una canción de Rock Metal pesado.
- Krampus aparece en Call of Duty Vanguard como parte del evento navideño.
- Krampus aparece cuando matas cierta cantidad de criaturas pasivas en la franquicia de Don't Starve, va acompañado con una mochila y roba items del suelo. (Tiene una posibilidad baja de soltar su mochila contra fuego y con más espacios).
- También la leyenda de Krampus fue de inspiración para la creación del videojuego del 2018 Krampus is Homes donde el protagonista debe escapar del mundo de Krampus al cual fue llevado por portarse mal.
- Krampus aparece como un PNJ en el caso 7 de la aventura gráfica The Darkside Detective.
- Krampus es un personaje jugarle de tipo fuego en el juego Shadow wars.
- Krampus aparece como la skin Krampus Ash en el juego Brawl Stars.
- Krampus aparece como la skin de los fantasmas en Phasmophobia en los eventos navideños, con un sonido de cascabeles y cadenas al moverse en una cacería.

### Internet
Aparece en la serie Mokey's Show creada por el usuario de Youtube Sr Pelo. En los especiales de Navidad: "No more Christmas" y "The hope of Christmas" Krampus tiene el papel de antagonista. En el segundo especial él tiene un reloj con el poder de detener el tiempo y concretar su plan, el cual era destruir la Navidad, por lo cual Mokey debe viajar a través del tiempo y diferentes dimensiones para reunir a todas las versiones posibles de él mismo para salvar la Navidad.
El Youtuber Pol Gise ha subido unos vídeos explicando el supuesto origen de Krampus en el que él es un elfo progre que quiere defender los derechos laborales de los elfos.
El proyecto de escritura colectivo llamado Fundación SCP contiene la entrada SCP-4666 basada libremente en la leyenda de Krampus.

## Galería

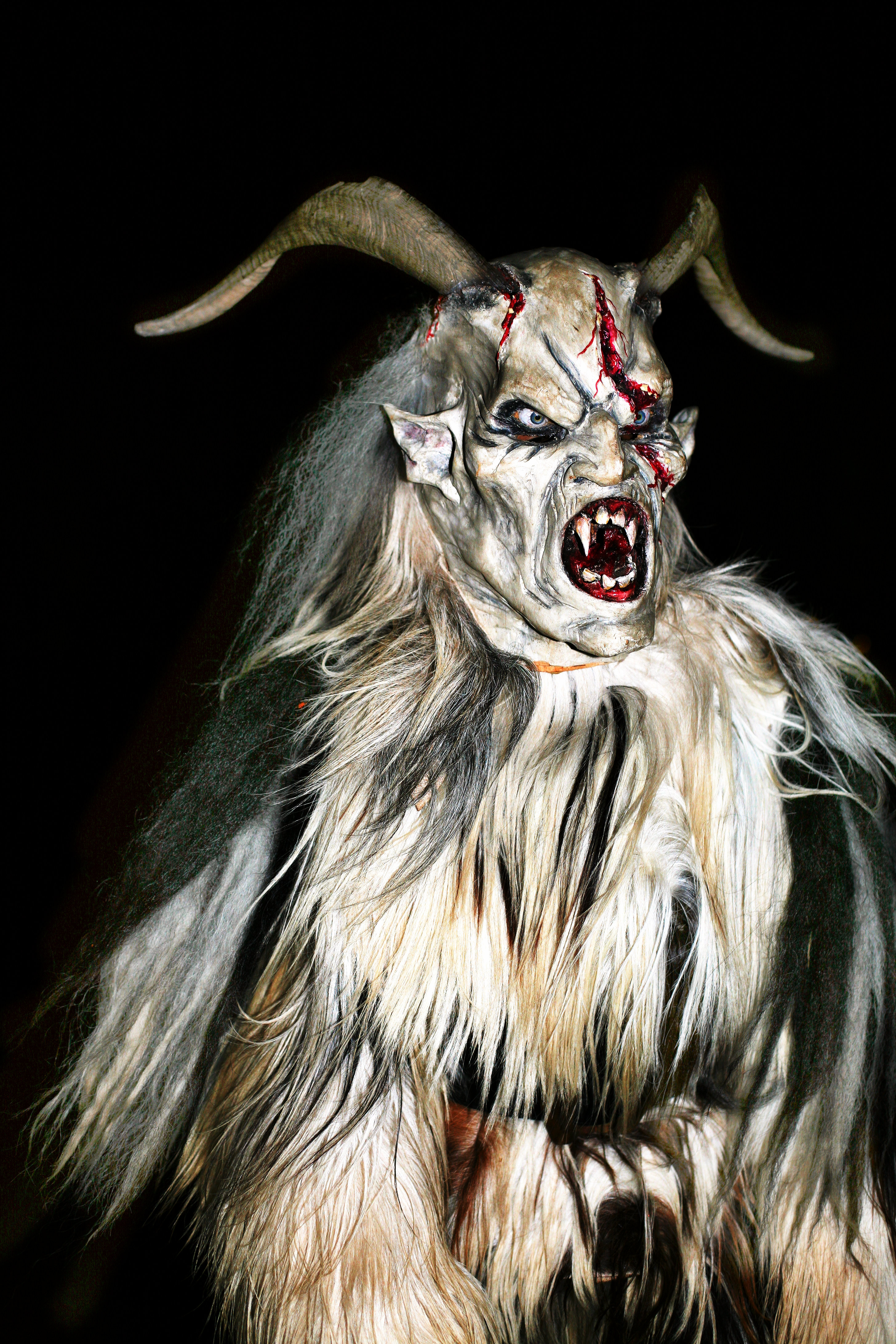
Krampus
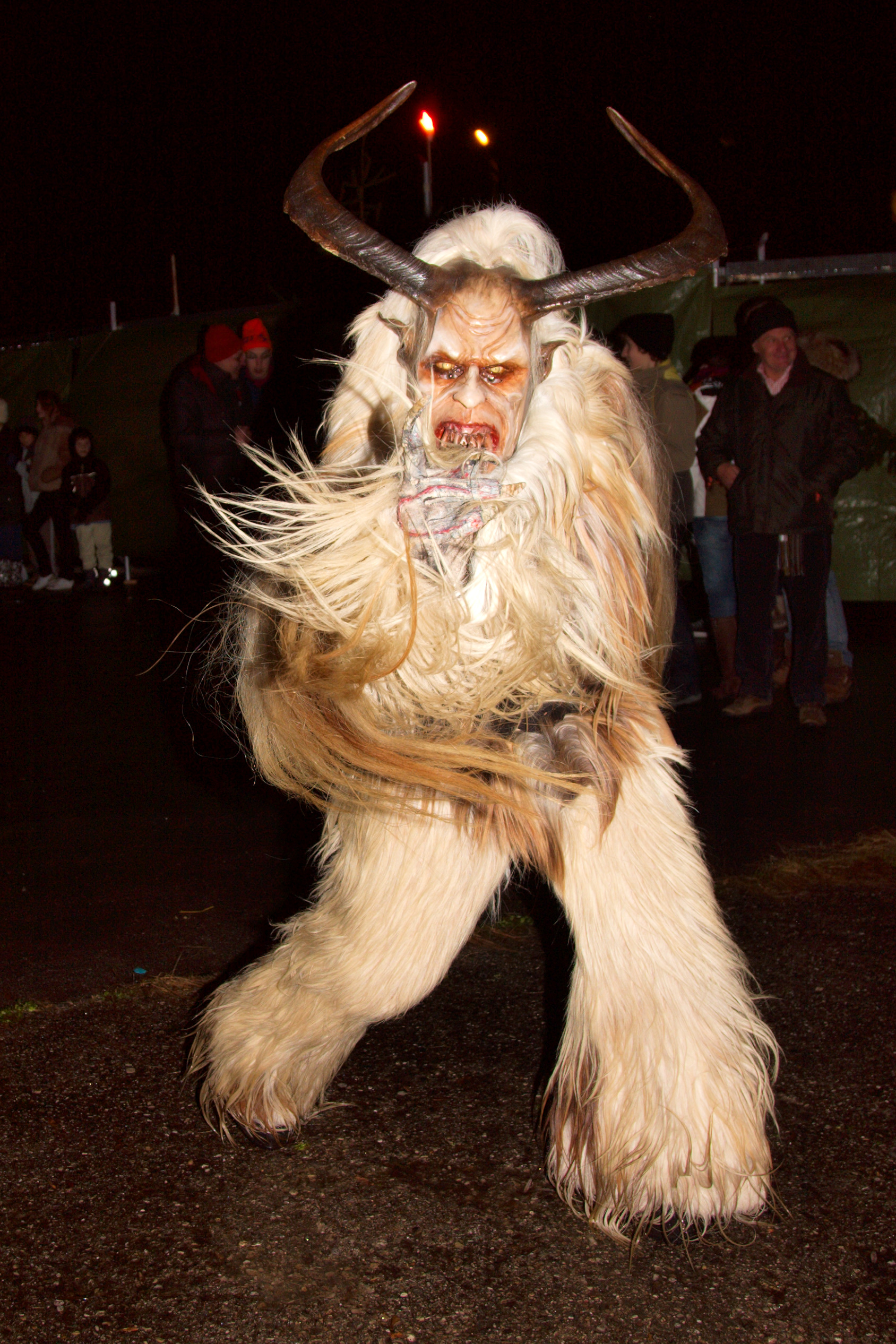
Krampus en Morzger Pass (Salzburgo, Austria).
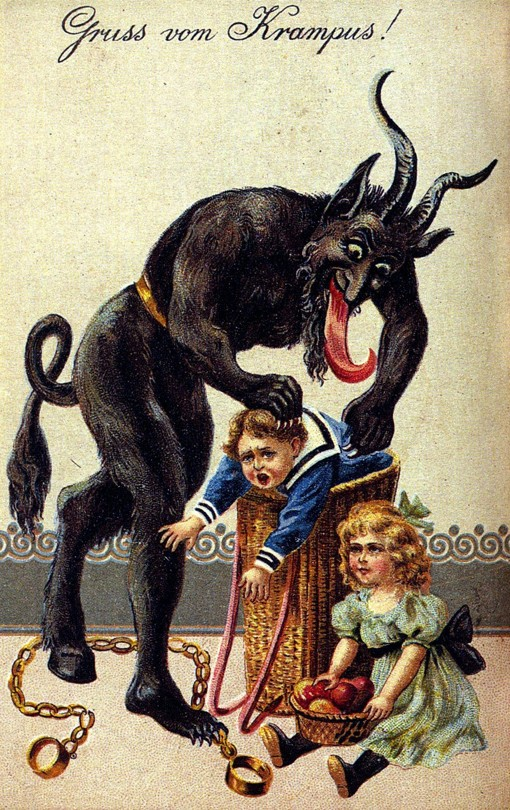
Una tarjeta de felicitación del Siglo XX que decía «¡Saludos de Krampus!».